# Complesso monumentale del Monte

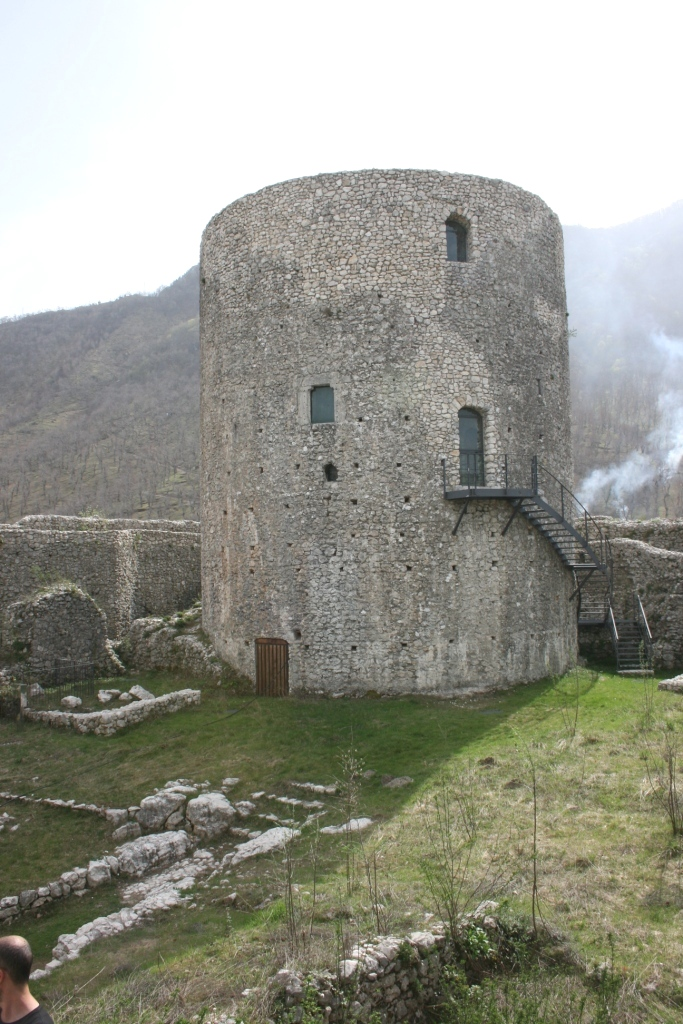
Il dongione del Castello

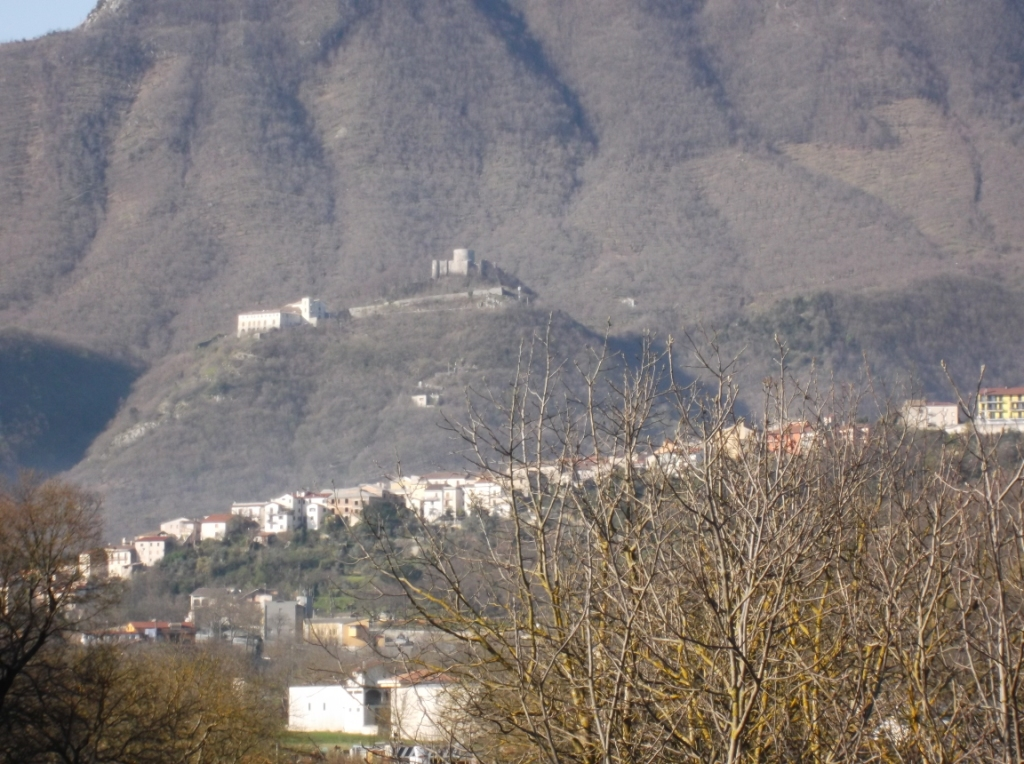
Montella sovrastata dal complesso del Monte

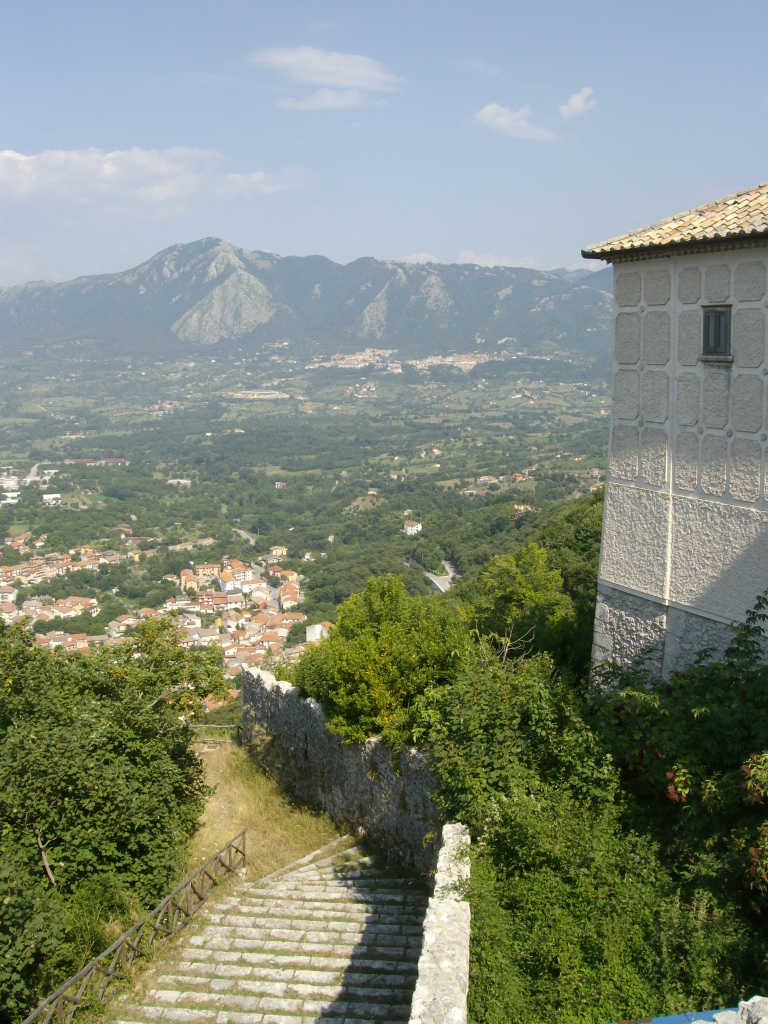
Il panorama su Montella dal Monastero del Monte

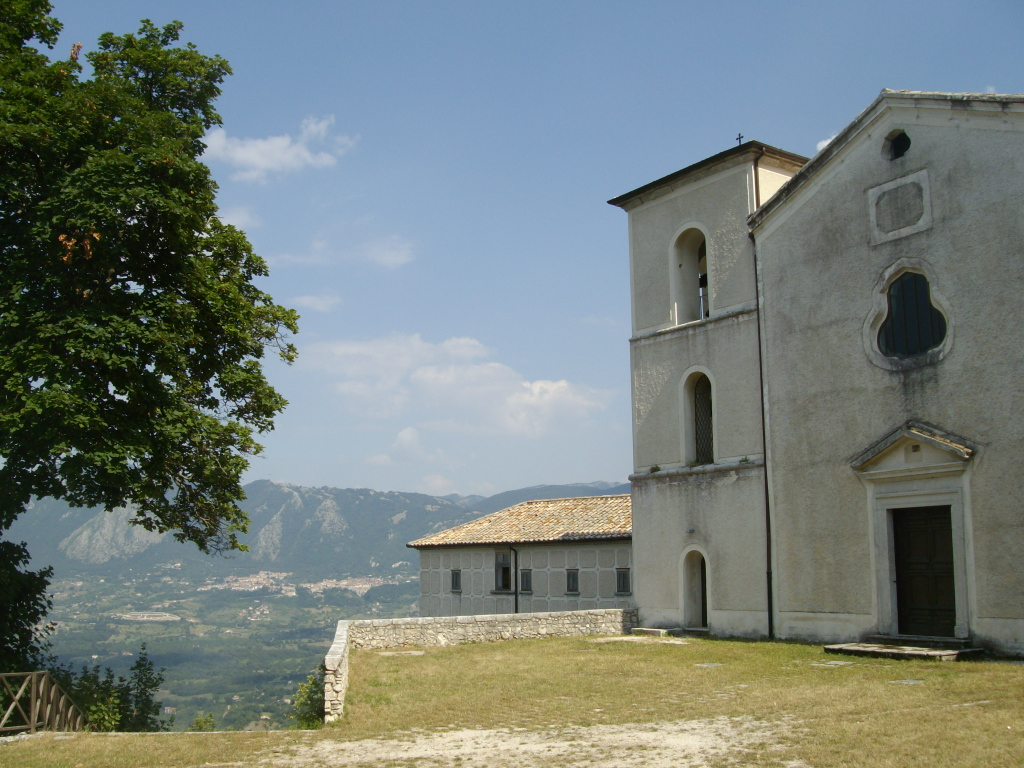
La chiesa e il Convento dal Sagrato

Il complesso monumentale del Monte è un complesso architettonico nel comune di Montella (in provincia di Avellino) che comprende la chiesa di Santa Maria del Monte (XVI sec.), l'ex Monastero francescano (XVI sec.) e i ruderi del Castello Angioino (IX - XIV sec.), tutto racchiuso da una cerchia di mura di epoca tardomedievale.
La proprietà dell'intero Complesso monumentale del Monte è dell'Arciconfraternita del Santissimo Sacramento (1539) di Montella. Il Complesso è visitabile previa prenotazione.

## Storia
Di grande interesse storico è il sito del castello longobardo del X secolo con l'insediamento adiacente risalente al VI-VII secolo. Gli scavi condotti negli anni ottanta hanno riportato alla luce reperti di epoca longobarda e alto-medievale, tra cui monete e frammenti di affreschi, oltre a sepolture riconducibili allo stesso periodo. Sono oggi visibili il corpo centrale, il dongione, le mura di cinta e i ruderi delle stanze della nobiltà. Nel 1293 Carlo II d'Angiò confiscò il castello per farne luogo di svago. A re Carlo II si deve la realizzazione della cisterna e del sistema di canalizzazione delle acque.
Nel XIV secolo, per volere dei d'Aquino, feudatari di Montella, vennero rinnovate la torre del XII secolo e si realizzarono opere di miglioramento del palazzo, con la realizzazione delle decorazioni pittoriche. Il castello fu abitato dai conti Cavaniglia nel XV secolo, e durante la loro signoria ospitò nel 1445 una memorabile battuta di caccia cui prese parte re Alfonso il Magnanimo. Venne abbandonato definitivamente nel corso del XVI secolo, con il trasferimento degli ultimi abitanti e la realizzazione del nuovo palazzo di corte a valle.
La chiesa è ad una sola navata con cappelle laterali. Di grande pregio gli altari lignei. In una delle cappelle laterali si trova un'importante pala lignea duecentesca raffigurante la "Madonna dell'umiltà".
Il monastero è stato edificato tra il 1554 e il 1586 sulla preesistente chiesa al Monte di Pietà, a 760 m di altezza, in una zona dove la cinta muraria ed il castello ne confermano la presenza in epoca longobarda. Fu affidato ai Minimi Conventuali Riformati di S. Francesco sostituiti nel 1603 dagli Osservanti riformati. Nel 1613 nel convento viveva una comunità di 12 padri e di parecchi fratelli laici. Il feudatario Antonio Grimaldi, nel 1642, donò al Monte di Pietà il giardino adiacente al convento, già dipendenza del castello. Ha subito nei secoli diverse modifiche: la struttura è a pianta quadrata e con il tipico chiostro con volte a crociera affrescate nel XVII secolo da Michele Ricciardi. Interamente recuperato e reso fruibile, i piani più alti saranno destinati a ritiri spirituali, rimanendo comunque possibile visitare le celle. I locali inferiori, dove si svolgeva la vita dei frati, sono visitabili per intero usufruendo dei percorsi predisposti dalla sovrintendenza ai beni culturali anche per mezzo di pannelli illustrativi presenti in ogni area. Il vecchio orto del convento si trova nello spiazzale adiacente al castello; è stato recuperato e vi sono state piantate le stesse colture dell'epoca medioevale che davano sostentamento ai monaci.
Come detto l'intero Complesso monumentale del Monte è proprietà dell'Arciconfraternita Santissimo Sacramento di Montella: castello e giardino (circa 8.000 mq) a seguito della donazione ai confrati da parte del feudatario Antonio Grimaldi il 3 gennaio 1642 con atto rogato dal notaio Giovan Paolo Boccuti; chiesa e convento sono stati realizzati dai confrati stessi, la chiesa come successivo ampliamento di una cappella donata dalla Collegiata (20 gennaio 1544 con atto rogato dal notaio Paolo Gargano).